# قرم دار (الرياشية)

تعديل مصدري - تعديل

قرم دار هي إحدى قرى عزلة وادي الرياشية بمديرية الرياشية التابعة لمحافظة البيضاء، بلغ تعداد سكانها 890 نسمة حسب تعداد اليمن لعام 2004.